# تشدید بیماری تنفسی در اثر واکسن
تشدید بیماری تنفسی به دلیل واکسن (به انگلیسی: Vaccine-associated enhanced respiratory disease (VAERD)) یا بیماری تنفسی تشدید شده (ERD)، یک رویداد نامطلوب است که در آن دوره بیماری تنفسی تشدید شده با شیوع بیشتری در جمعیت واکسینه‌شده در مقایسه با گروه کنترل رخ می‌دهد. یکی از موانع در برابر توسعه واکسن است و می‌تواند منجر به شکست تأیید آن شود.

## تاریخچه
نمونه‌های تاریخی این پدیده در نامزدهای واکسن برای ویروس سین‌سیشیال تنفسی (RSV)، کروناویروس سندرم حاد تنفسی، سندرم تنفسی خاورمیانه (MERS) و همچنین برخی از سویه‌های آنفولانزا مشاهده شده‌است.
در هنگام تلاش‌ها برای ساخت واکسن کووید-۱۹، که هدف آن، کروناویروس سندرم حاد تنفسی ۲، متعلق به زیر شاخه ویروسی کروناویروس است، نگرانی‌هایی در مورد احتمال بروز VAERD مطرح شد. اما علیرغم پایش، این مشکل در مراحل کارآزمایی بالینی فاز III برای واکسن کووید-۱۹ مدرنا و واکسن کووید-۱۹ فایزر–بیوان‌تک مشاهده نشد.